# پل قوسی

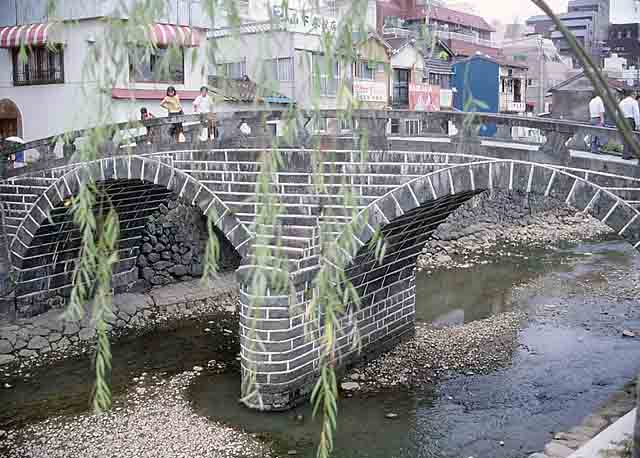
یک پل دوقوسی در ژاپن

پل قوسی (به انگلیسی: Arch Bridge)، نوعی پل است که در قسمت انتهایی دارای تکیه‌گاه‌هایی به شکل قوس منحنی است. پل قوسی، وزن خود پل و بارهای وارده به آن را به صورت نیروی افقی -که توسط تکیه‌گاه‌ها مهار شده‌اند- منتقل می‌کند. یک پل راه‌آهن، ممکن است با استفاده از سلسله‌ای از پل‌های قوسی ساخته شود. با این حل، سازه‌های دیگری که اقتصادی‌تر هستند، امروزه کاربرد بیشتری دارند.

## نگارخانه

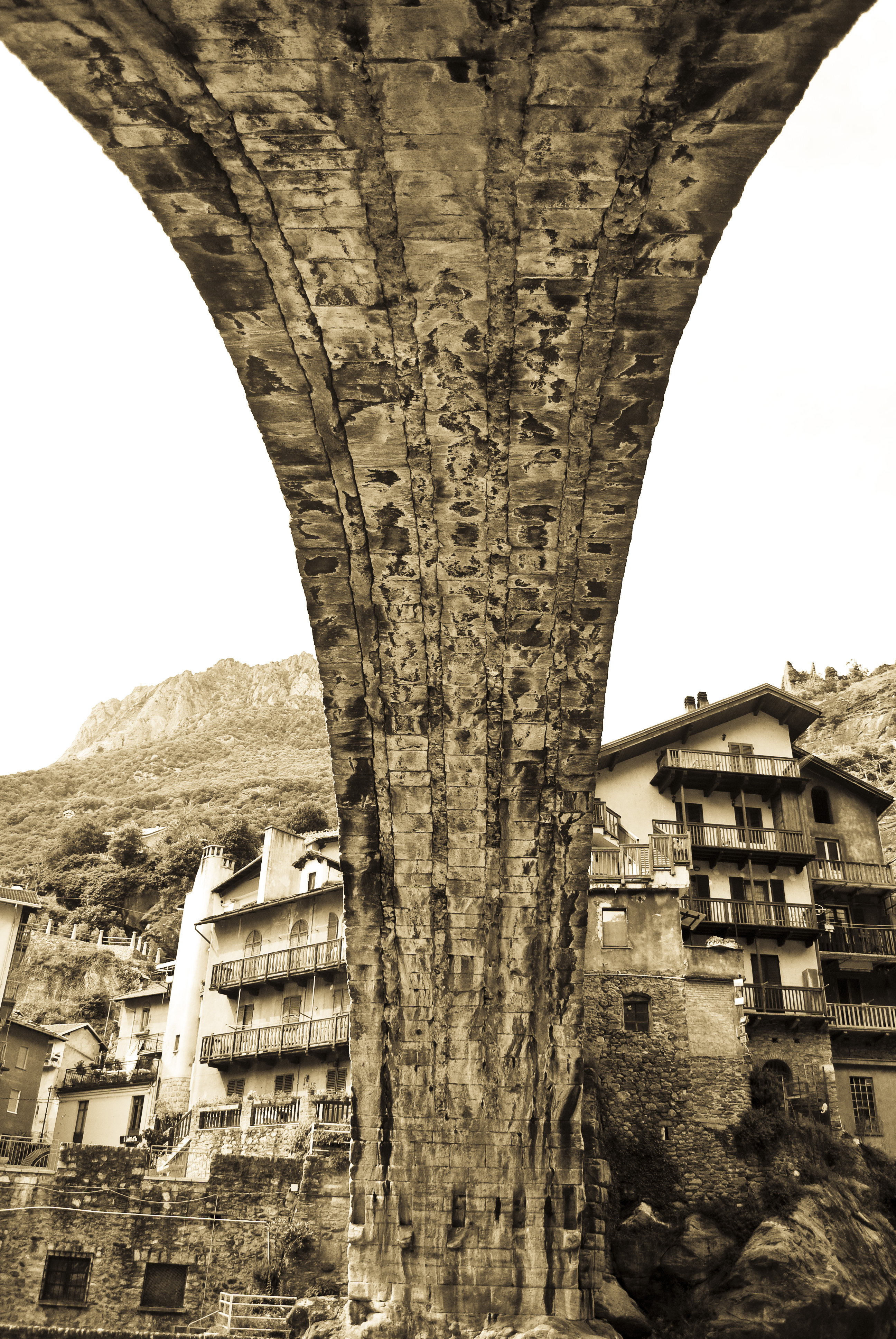
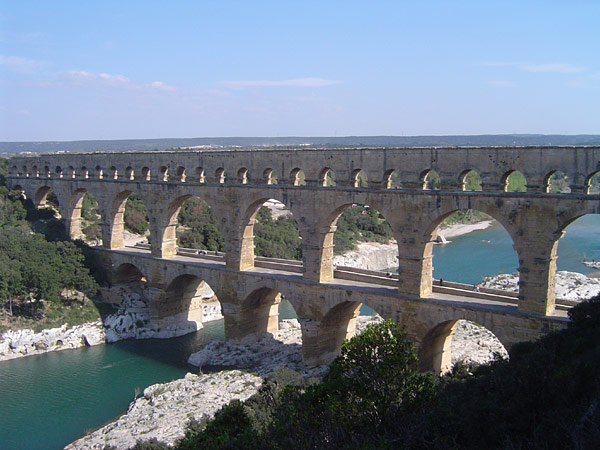
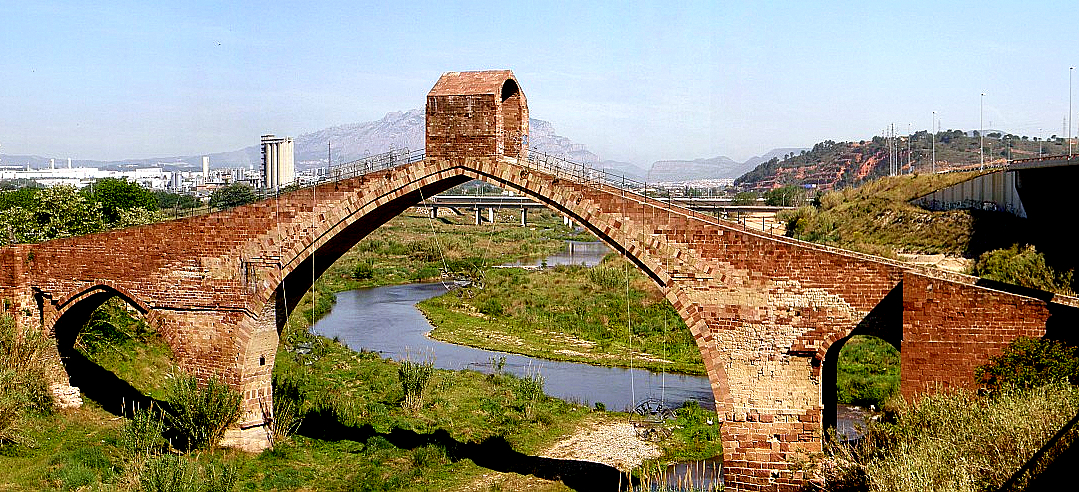
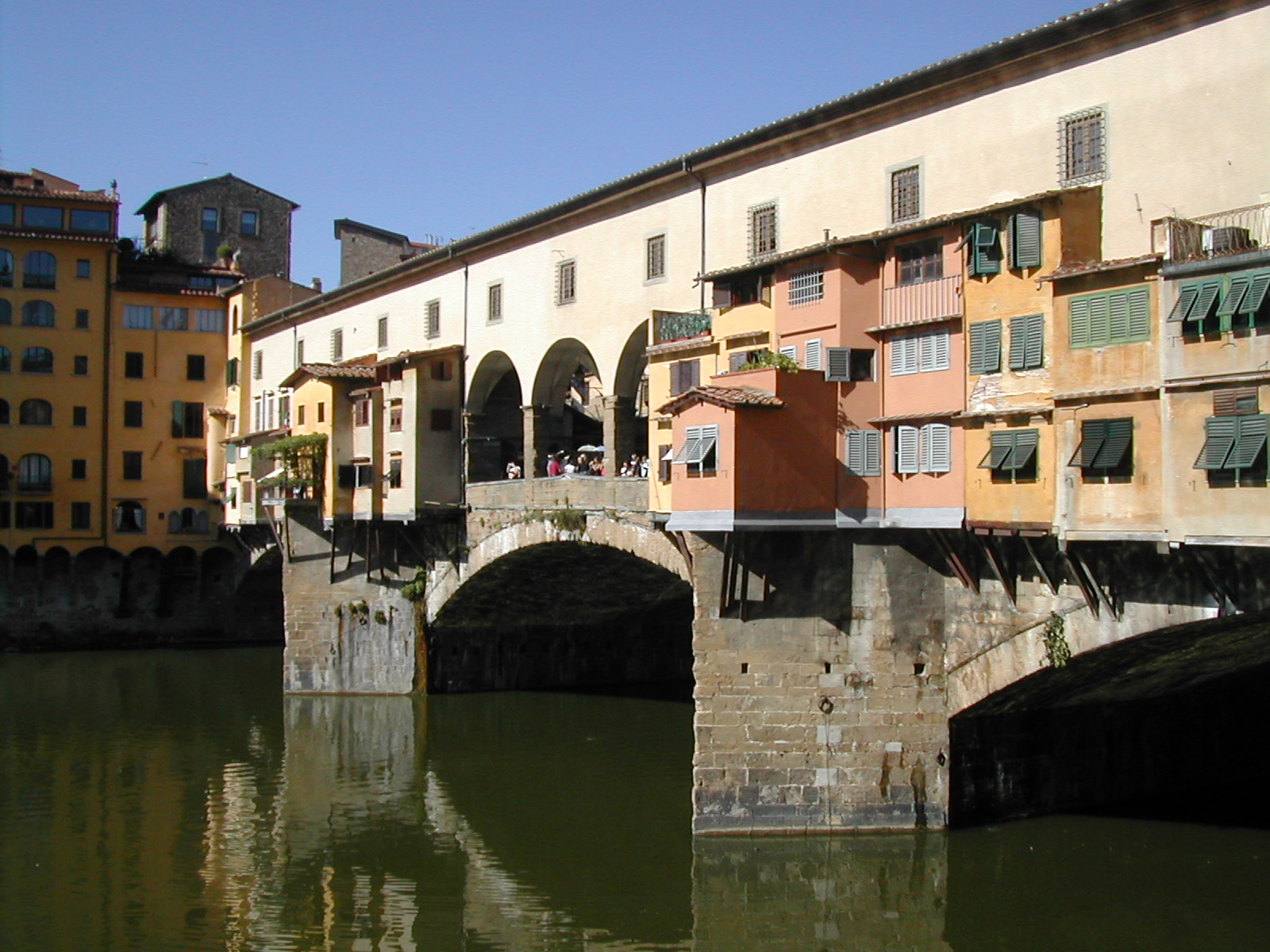
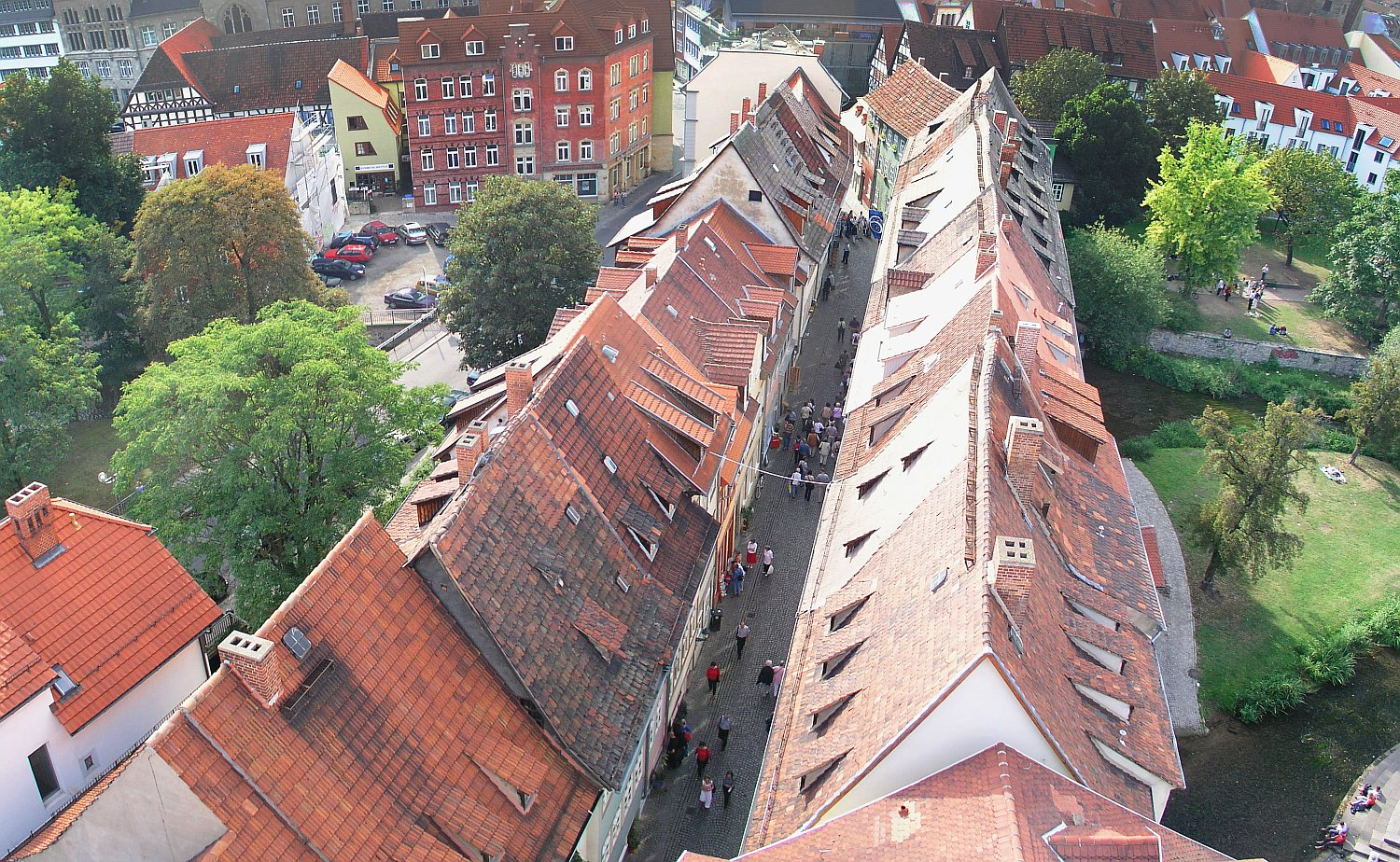
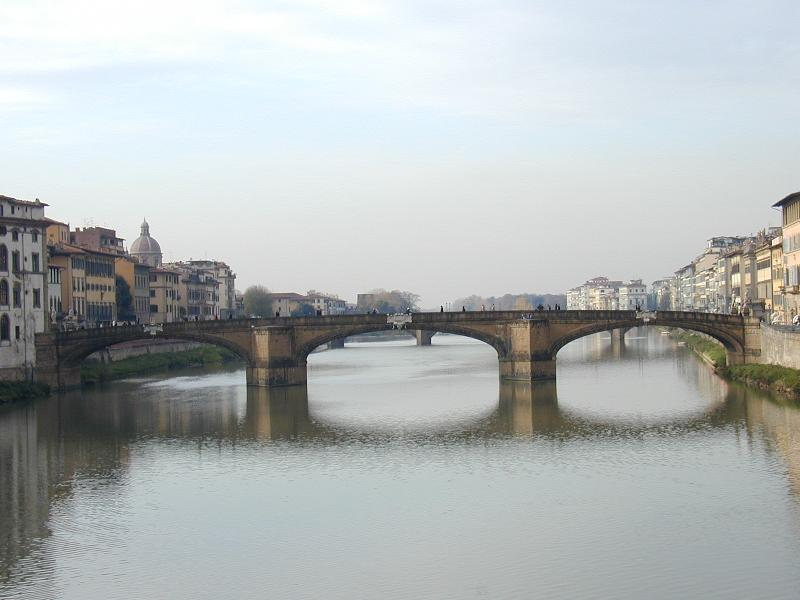
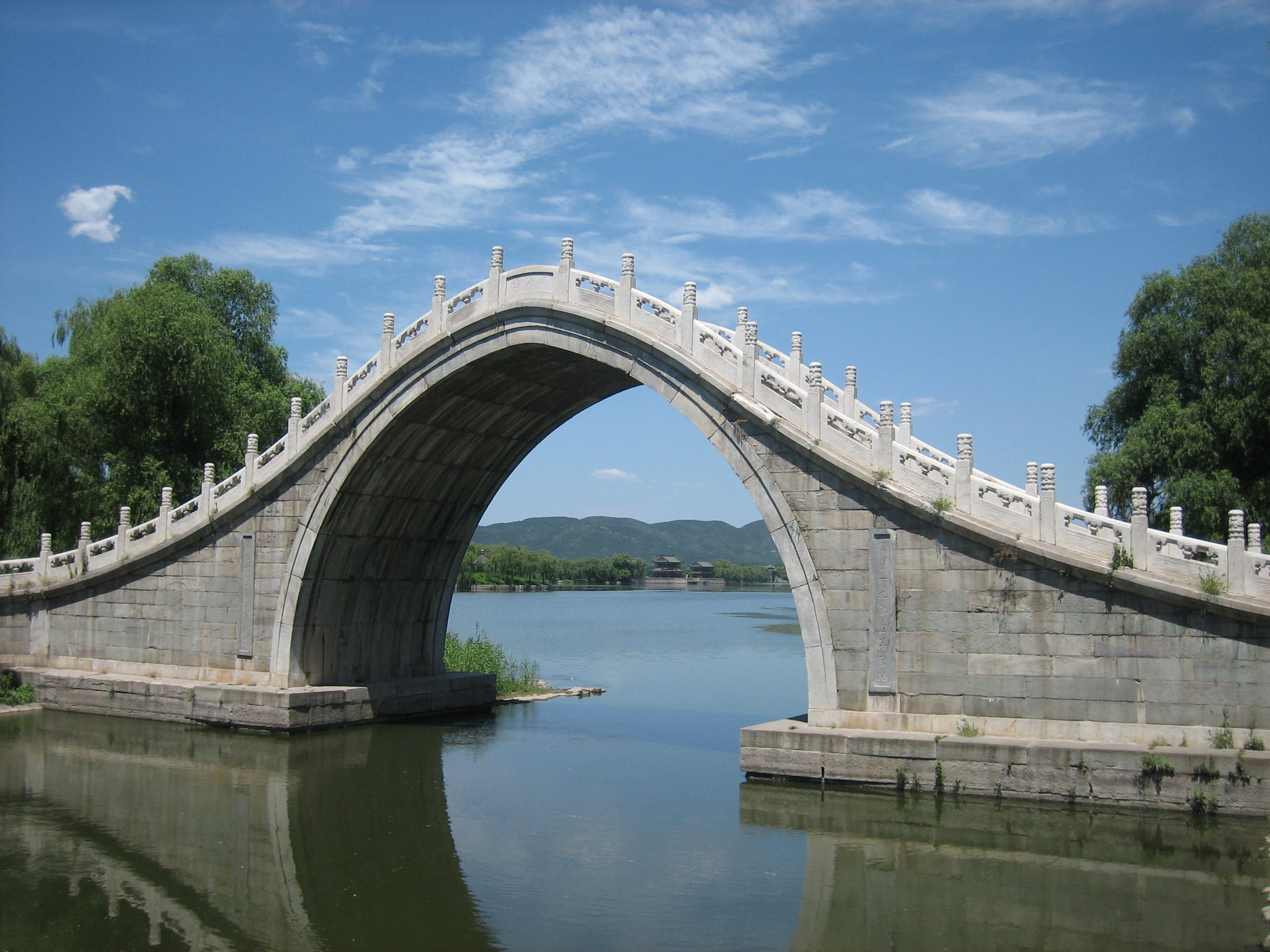
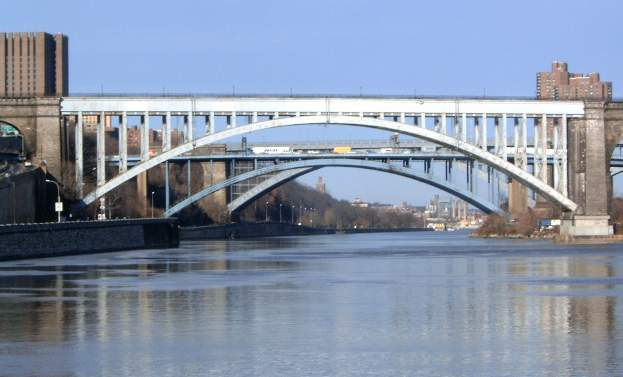
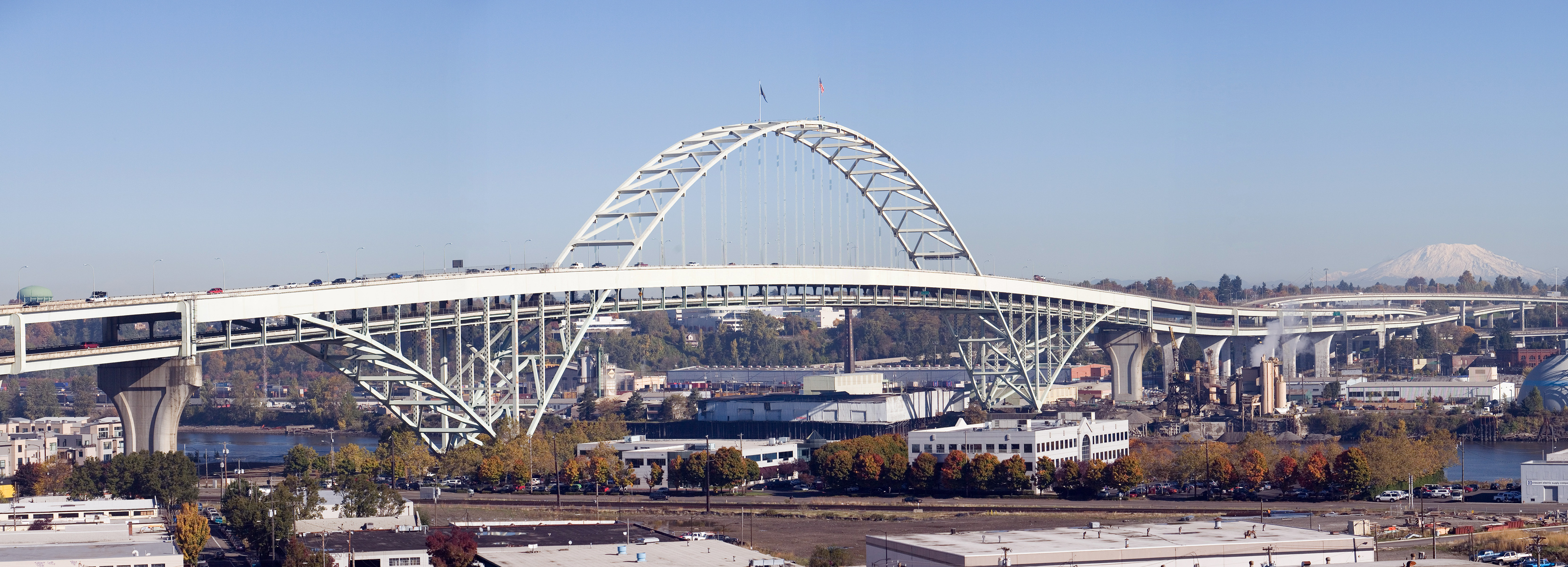
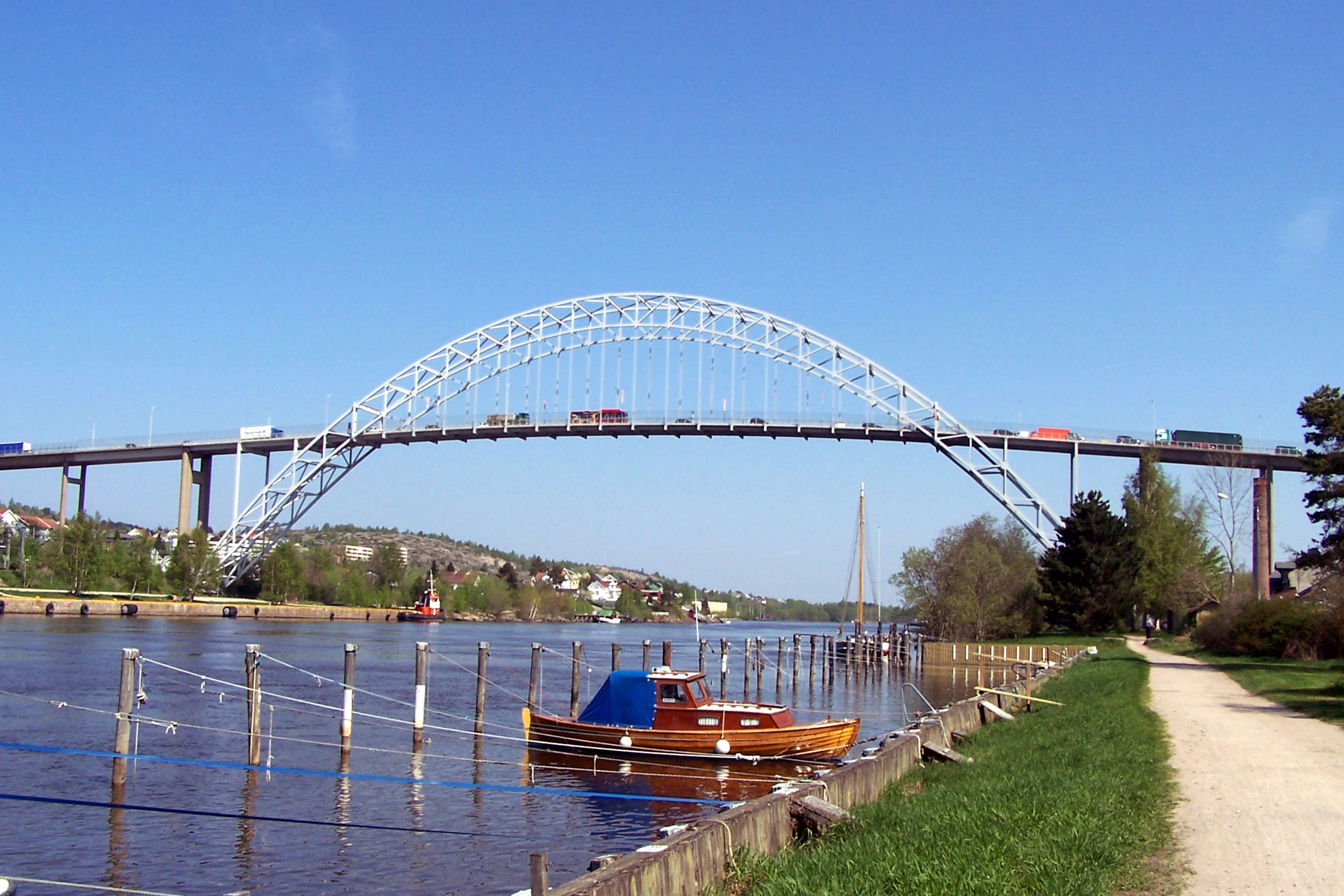
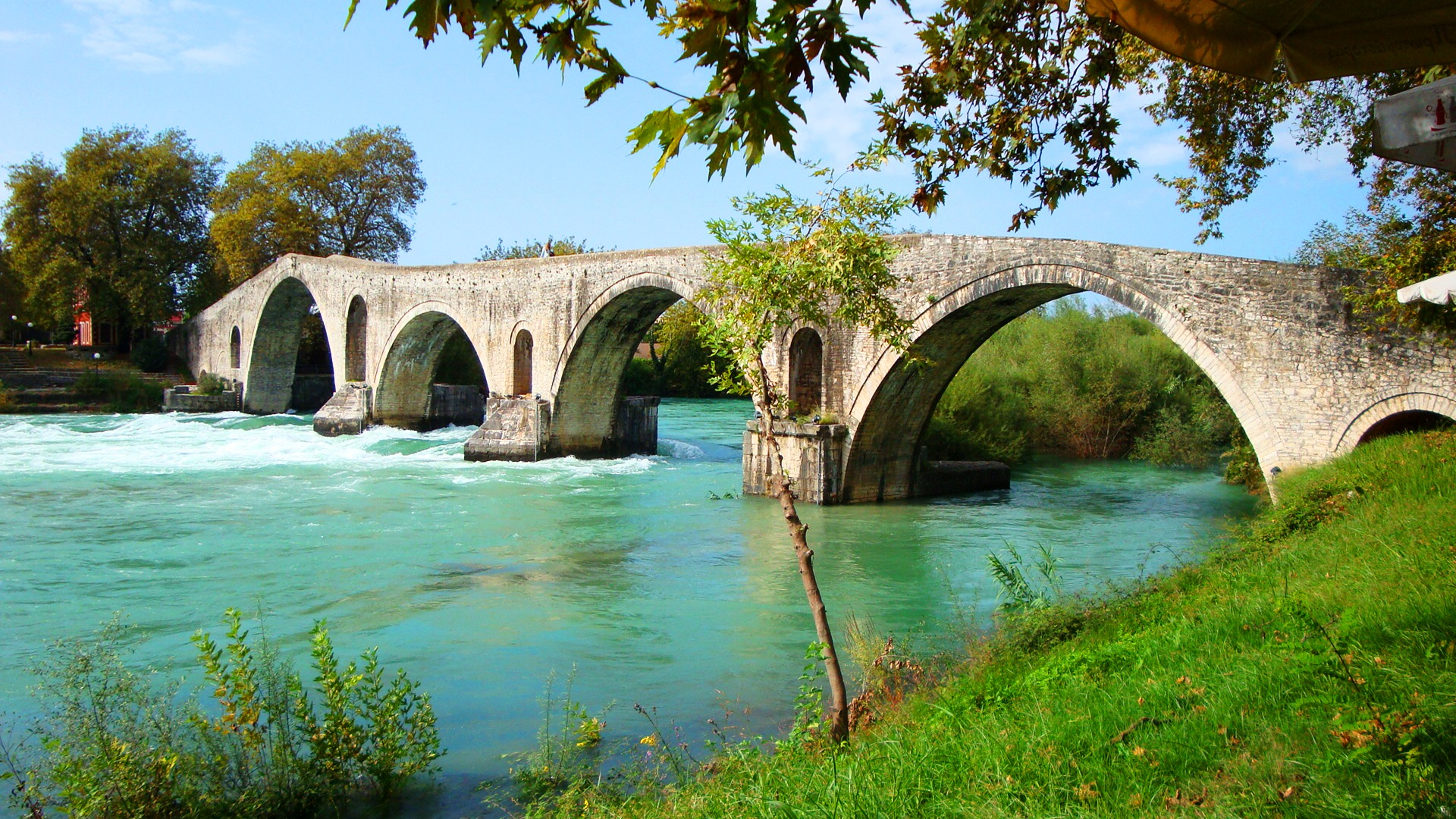